# Dag Sebastian Ahlander

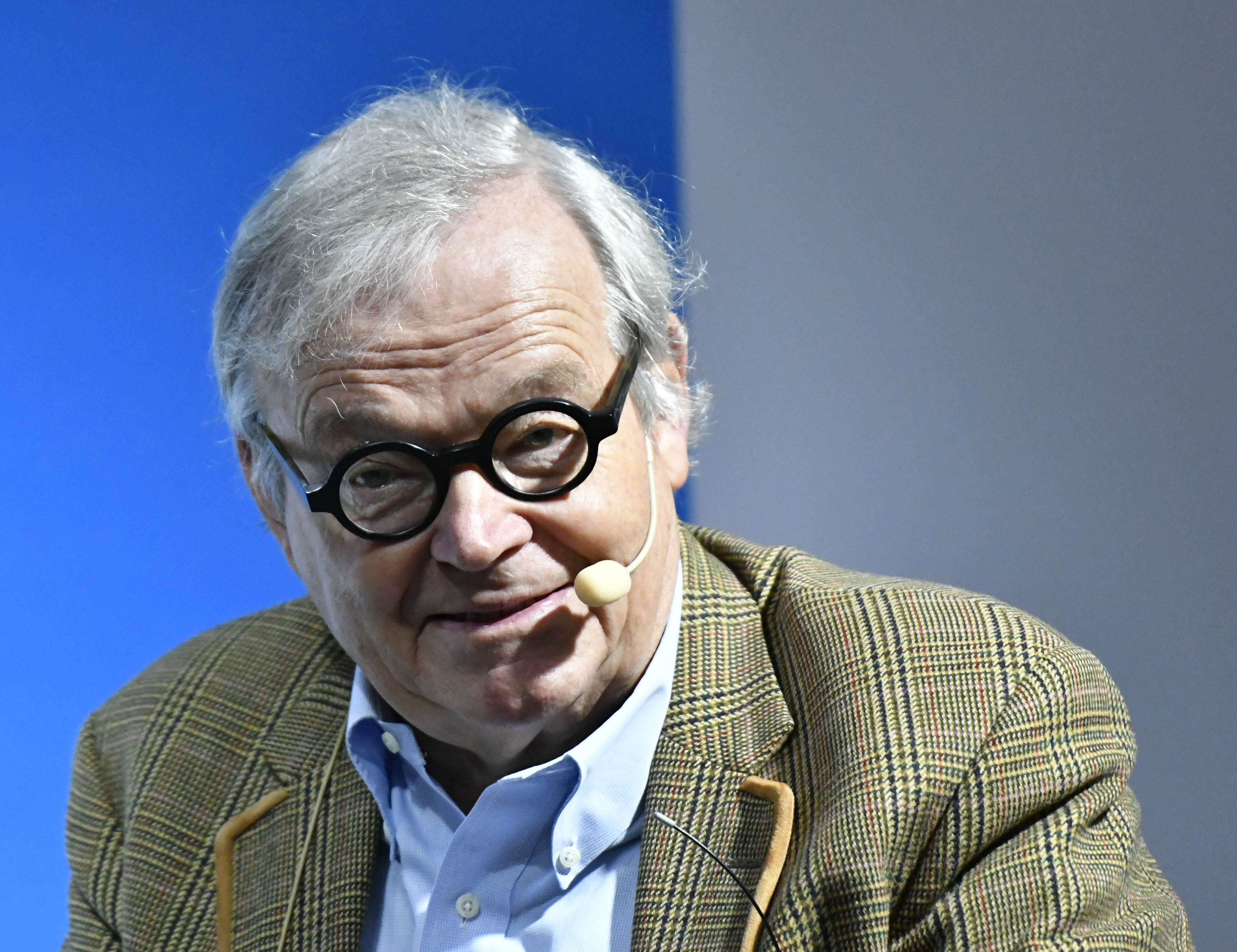
Dag Sebastian Ahlander på bokmässan i Göteborg 2024.

Dag Sebastian Ahlander, född 5 juni 1944 i Uppsala, är en svensk författare och diplomat.

## Biografi
Dag Sebastian Ahlander föddes i Uppsala som son till Björn Ahlander och fil.mag. Brita Tham-Ahlander. Efter att ha tagit både jur.kand. och fil.kand. 1968, anställdes han året därpå vid Utrikesdepartementet, varpå han 1971 blev kansliskrivare vid Utbildningsdepartementet. Åren 1973–1975 var han ambassadsekreterare i Nairobi och från 1975 i Genève. Han utsågs 1983 till chef för informationsbyrån på UD i Stockholm och blev 1988 minister vid UD. Han var 1989–1992 generalkonsul i Leningrad och 1992–1999 generalkonsul i New York.  
Ahlander har rik erfarenhet av förhållanden kring Finska viken. Han var svensk generalkonsul i Leningrad vid Sovjetunionens fall, han upprättade den första utländska representationen i Estland sedan 1940 och var den ende utländske representanten vid Estlands självständighetsförklaring 1991.  
Ahlander är gift med Gunilla von Arbin.

## Utmärkelser
- Riddartecknet av I klass av Finlands Vita Ros’ orden,  20 mars 2025[1]

[Redigera Wikidata]